# Bernard Dzik Gojski
Bernard (Bernat) Dzik Gojski (Goyski, Gozdzki) herbu Doliwa – kasztelan czerski w latach 1661-1670, podczaszy sandomierski od 1654 roku, łowczy sandomierski w latach 1644-1654, podwojewodzi sandomierski w 1643 roku, podwojewodzi radomski w 1639 roku.
Poseł na  sejm elekcyjny 1648 roku z województwa sandomierskiego. Poseł sejmiku opatowskiego na sejm zwyczajny i nadzwyczajny 1652 roku, sejm zwyczajny 1654 roku i sejm 1658 roku.
Deputat sądu skarbowego województwa sandomierskiego w 1658 roku. 